# بونکیو-کو، توکیو

نقشهٔ منطقهٔ بون‌کیو در توکیو

منطقهٔ بون‌کیو (به ژاپنی: 文京区 Bunkyo-ku) یکی از ۲۳ منطقه ویژه توکیو پایتخت ژاپن است. 
این منطقه  ۱۱٬۳۱ کیلومتر مربع مساحت دارد. بون‌کیو را می‌توان پایتخت فرهنگی توکیو نامید زیرا که از دوره میجی تعداد زیادی از نویسندگان، محققان و سیاستمداران مشهور ژاپن، در این منطقه زندگی می‌کردند. منطقهٔ بون‌کیو بخاطر داشتن چاپخانه، انتشارات، مراکز پیشرفتهٔ پزشکی معروف است و بیمارستان‌های بزرگی در آن مستقر هستند. ورزشگاه بزرگ توکیو (توکیو دُم)، مرکز جودو، دانشگاه توکیو نیز در بون‌کیو قرار دارند. در این منطقه هیچ ایستگاهی متعلق به جی آر قرار ندارد و رفت و آمد با قطار از طریق متروی توکیو انجام می‌شود.

## نگارخانه

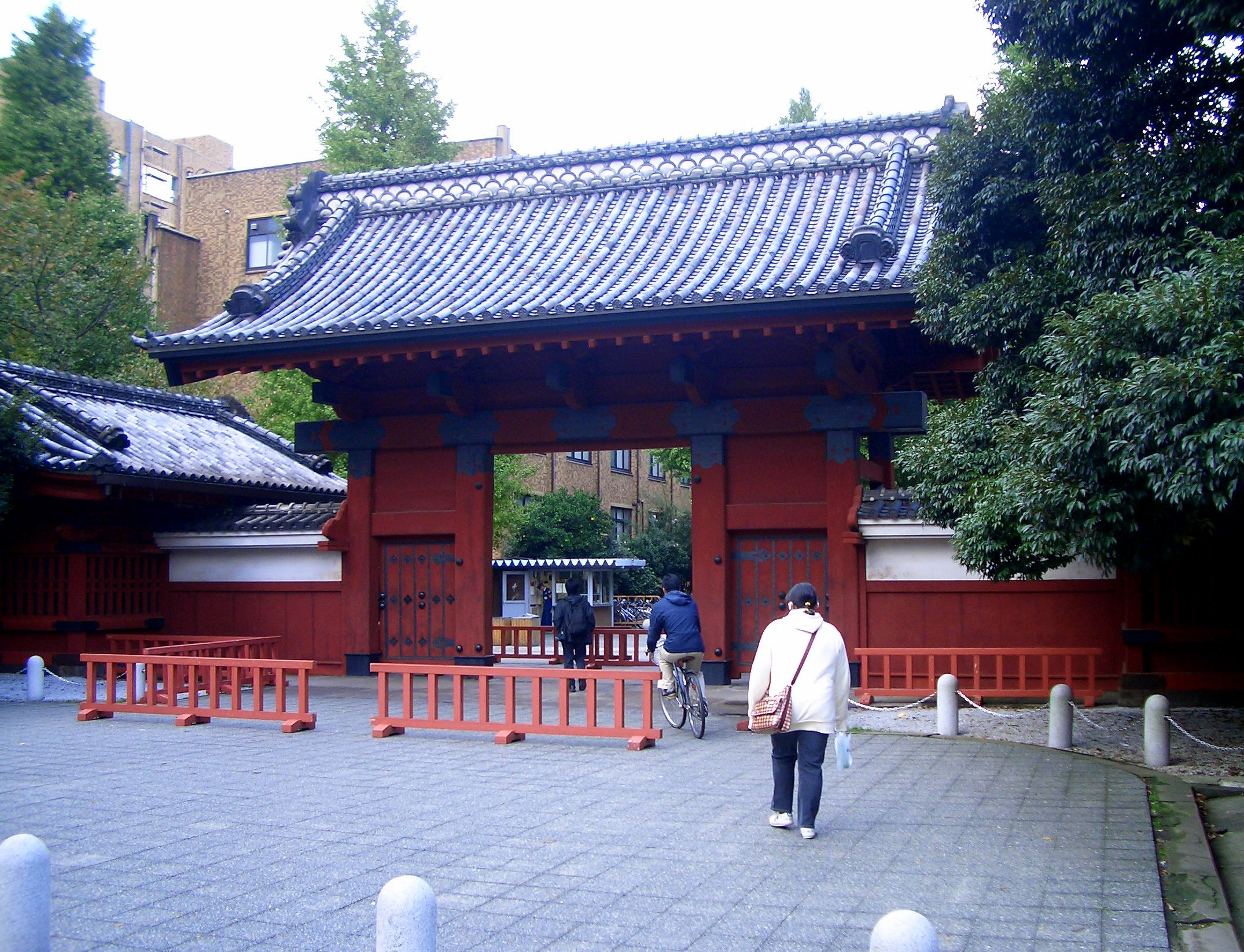
در ورودی دانشگاه توکیو در منطقهٔ بون‌کیو
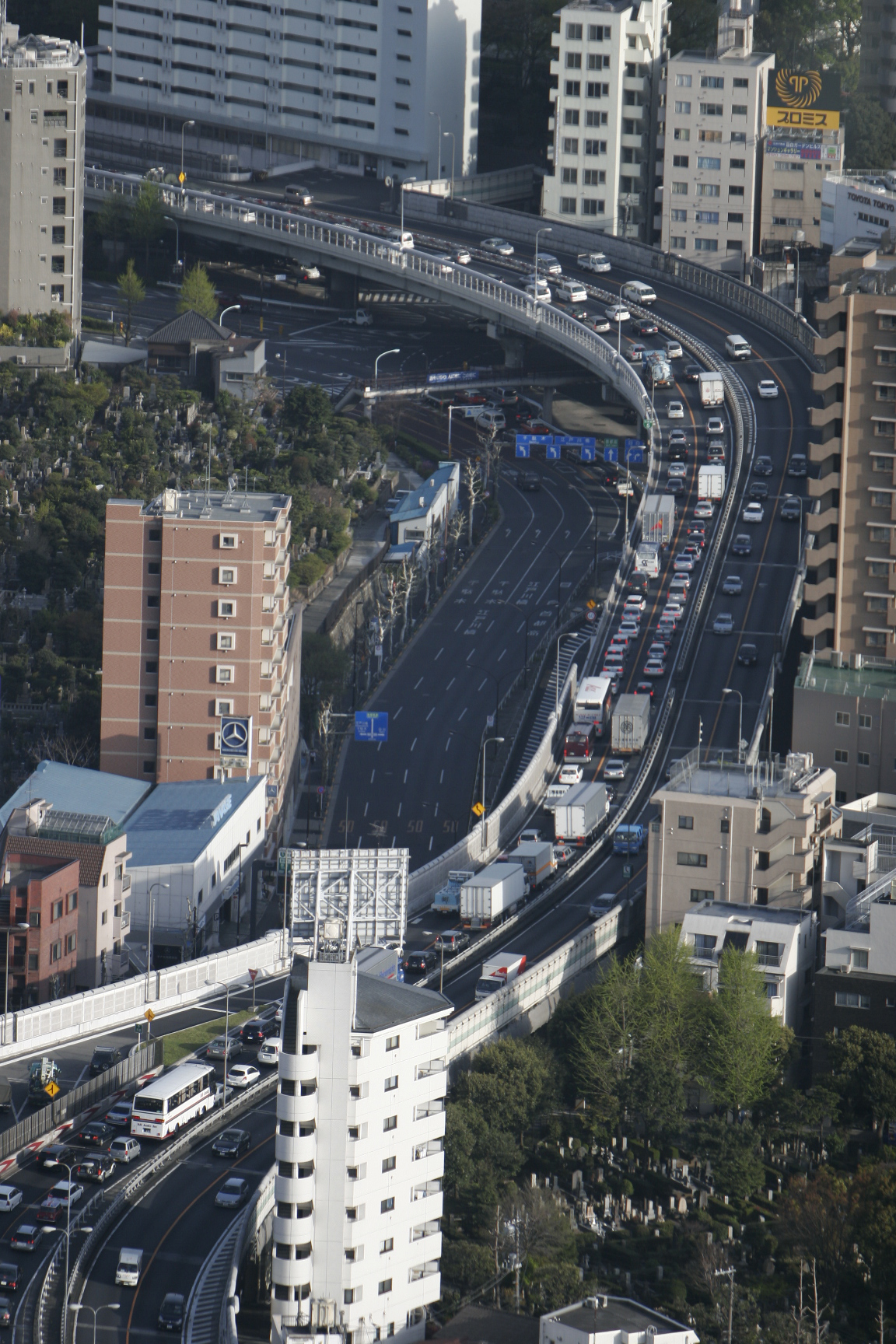
اتوبان گوکوکوجی R5 در منطقهٔ بون‌کیو